# Zaken zijn zaken (film)
Zaken zijn zaken (in het Engels getiteld Sheer Bluff) is een Brits-Nederlandse stomme film uit 1921 onder regie van Frank Richardson. De film werd in 1921 in het Verenigd Koninkrijk uitgebracht. Ter promotie werden de Nederlandse namen veranderd in Engelse namen. Lily Bouwmeesters naam werd er aangeduid als Lillian Ruston. In Nederland volgde de première in december 1922. Tegenwoordig wordt de film als verloren beschouwd.

## Verhaal
Maurice Hardacre is met zijn verloofde Marion Deslise op een bal in New York. Hier krijgt hij bericht dat zijn vader ernstig ziek is. Nog voordat hij in contact met hem kan komen, overlijdt de zieke man, een bericht voor Maurice achterlatend. Hierin geeft hij zijn zoon de opdracht zijn oom Jaspar Hardacre in Engeland op te zoeken. Voordat hij vertrekt, verbreekt Marion de verloving met hem. Dit doet ze op aandrang van haar moeder, die niet wil dat haar dochter met een arme man trouwt.
Jaspar werkt als scheepswerf- en machinebouwer. Hij wil in eerste instantie niets met zijn neef te maken hebben maar geeft Maurice op aandringen van dochter Esther een baan op zijn kantoor. Het duurt niet lang voordat Maurice en Esther als een blok voor elkaar vallen. Jaspar komt op een dag tot de ontdekking dat de twee een liefdesaffaire hebben. Hij wil niet dat zijn dochter trouwt en ontslaat hem. Hij krijgt vervolgens een baan bij Rutherford & Co, de grootste concurrent van Jaspar.
Ondertussen blijven Maurice en Esther stiekem contact met elkaar houden. Hier komt een einde aan wanneer Marion opeens opduikt en Maurice terug wil. Esther is bedroefd als ze hoort dat hij al verloofd is en verlaat hem. Het is aan Jaspar om zijn dochter weer gelukkig te maken. Hij realiseert zich dat dit alleen mogelijk is als ze met Maurice herenigd wordt.

## Rolverdeling
| Acteur           | Personage        |
| ---------------- | ---------------- |
| Henry Victor     | Maurice Hardacre |
| Maudie Dunham    | Esther           |
| Percy Standing   | Jaspar Hardacre  |
| Lily Bouwmeester | Marion Deslise   |
| Nico De Jong     | Stokes           |
| Hans Bruning     |                  |
| Theo Frenkel jr. |                  |